# Église de la Nativité-de-la-Vierge du monastère de Snetogorski
L' église de la Nativité-de-la-Vierge du monastère de Snetogorski est le catholicon du monastère de Snetogorski. Elle est construite en 1311, sur le modèle de l'église de la Transfiguration-du-Sauveur du monastère de la Miroja à quelques kilomètres au nord de Pskov. L'église est peinte à fresque en 1313. Ces fresques subsistent, mais pas entièrement. C'est, à ce jour, le seul édifice de ce genre de la première moitié du XIVe siècle qui subsiste et reste un exemple frappant de l'école artistique des fresques de Pskov. 

## Architecture
L'église reprend les caractéristiques principales de l'architecture du monastère de la Miroja, construites un siècle et demi plus tôt : son plan centré en croix à branches égales, ses quatre piliers et son système de voûte. Si bien que certains auteurs l'ont datée du treizième siècle, lors de la fondation du monastère de Snetogorski, en 1299.  
Des travaux de restauration ont été réalisés à la fin des années 1940, et au début des années 1950. En 1985, une restauration plus complète a été entreprise qui a permis de reconstituer l'histoire architecturale de l'église.

## Fresques de l'église

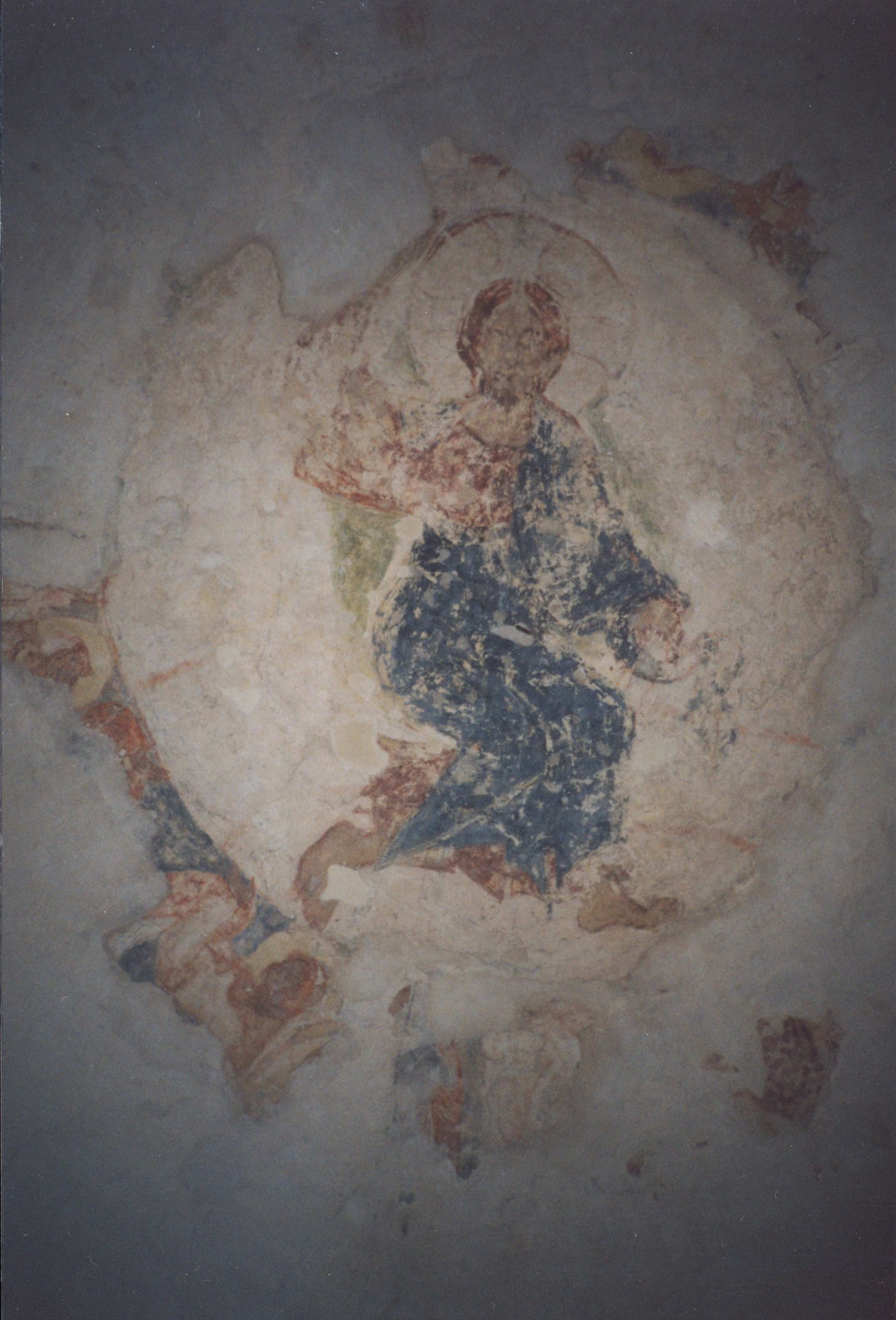
Ascension. Fragment de la fresque de la coupole

La décoration de l'église de fresques date de l'année 1313, peu de temps après la fin de la construction. Comme l'église de Veliki Novgorod de Saint-Nicolas sur la Lipna, celle du monastère de Snetogorski est devenue un des exemples de renaissance de la peinture monumentale dans la Rus', après une longue interruption, durant la seconde moitié du XIIIe siècle due aux invasions mongoles. En outre, c'est à cette période que Pskov commence à développer sa propre école d'art qui se distingue de celles des autres grands centres de la Russie. Les fresques de Snetogorski sont un bel exemple de cet art pskovien.
Les fresques ont survécu à un incendie en 1493, mais ont durement été endommagées en 1581 lors du siège de Pskov par les forces armées du grand prince Lituanien Étienne Báthory. Après la guerre, les fresques sont blanchies à la chaux du fait qu'elles étaient irrémédiablement endommagées. Cet épisode est décrit avec grande émotion et tristesse dans les annales de la ville de Pskov des années 1584 à 1587. Les premières tentatives de restauration furent entreprises en 1910 année de leur découverte. Elles sont poursuivies par une véritable expédition du Centre Igor Grabar de restauration scientifique et artistique de Russie, dans les années 1920—1930, et encore en 1948—1949. Toutefois, depuis 1985, de nouvelles découvertes importantes de fragments, jusqu'alors inconnus, ont été faites dans la coupole et près de l'autel. Du fait de ces découvertes, il a été possible de reconstituer le programme complet des fresques de l'église .

## Programme des fresques
D'une part, les fresques reprennent de nombreux sujets caractéristiques de la période pré-mongole, qui au XIVe siècle sont déjà considérées comme archaïsantes. D'autre part, elles forment aussi un répertoire unique pour son époque de sujets nouveaux, qui sont autant de découvertes originales des artistes de Pskov. Ces Pskoviens, même s'ils travaillent de la même manière que les Novgorodiens, gardent leurs particularités. Ils se distinguent par leur simplicité et leur naïveté. 
Exception faite de la nef occupée par la composition du jugement dernier, les fresques sont disposées en trois registres superposés. 
Dans la coupole est représentée l'Ascension de Jésus, qui fait l'objet de nombreuses peintures murales dans les églises de Novgorod du XIIe siècle et au monastère de la Miroja. Les fresques sur l'intérieur du
tambour ont disparu. Sur les pendentifs sont conservés les personnages des Évangélistes avec leurs symboles et un fragment du Saint-Suaire avec l'image du Sauveur non-faite-de-la-main-de-l'homme.

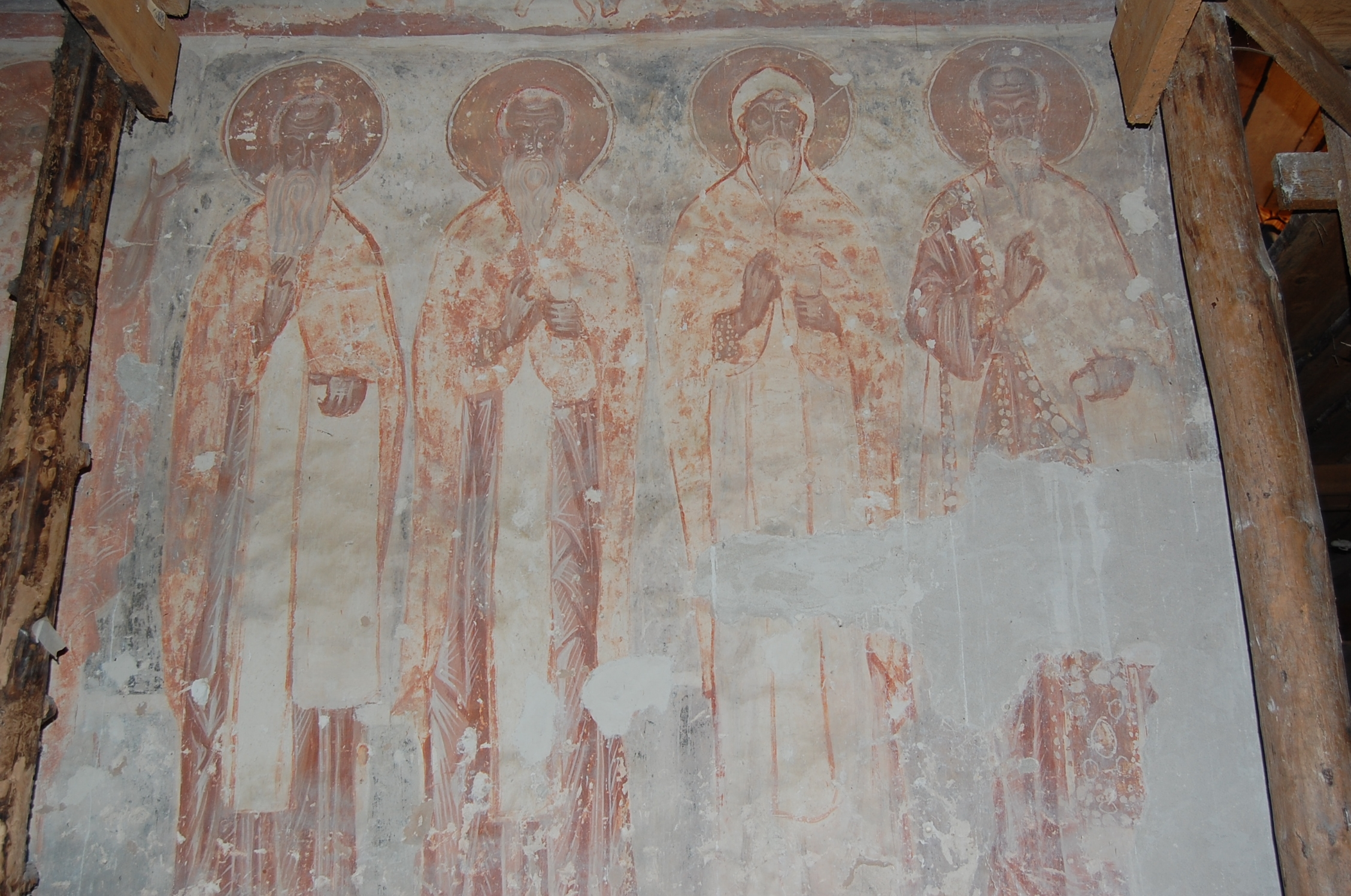
Saints Pères
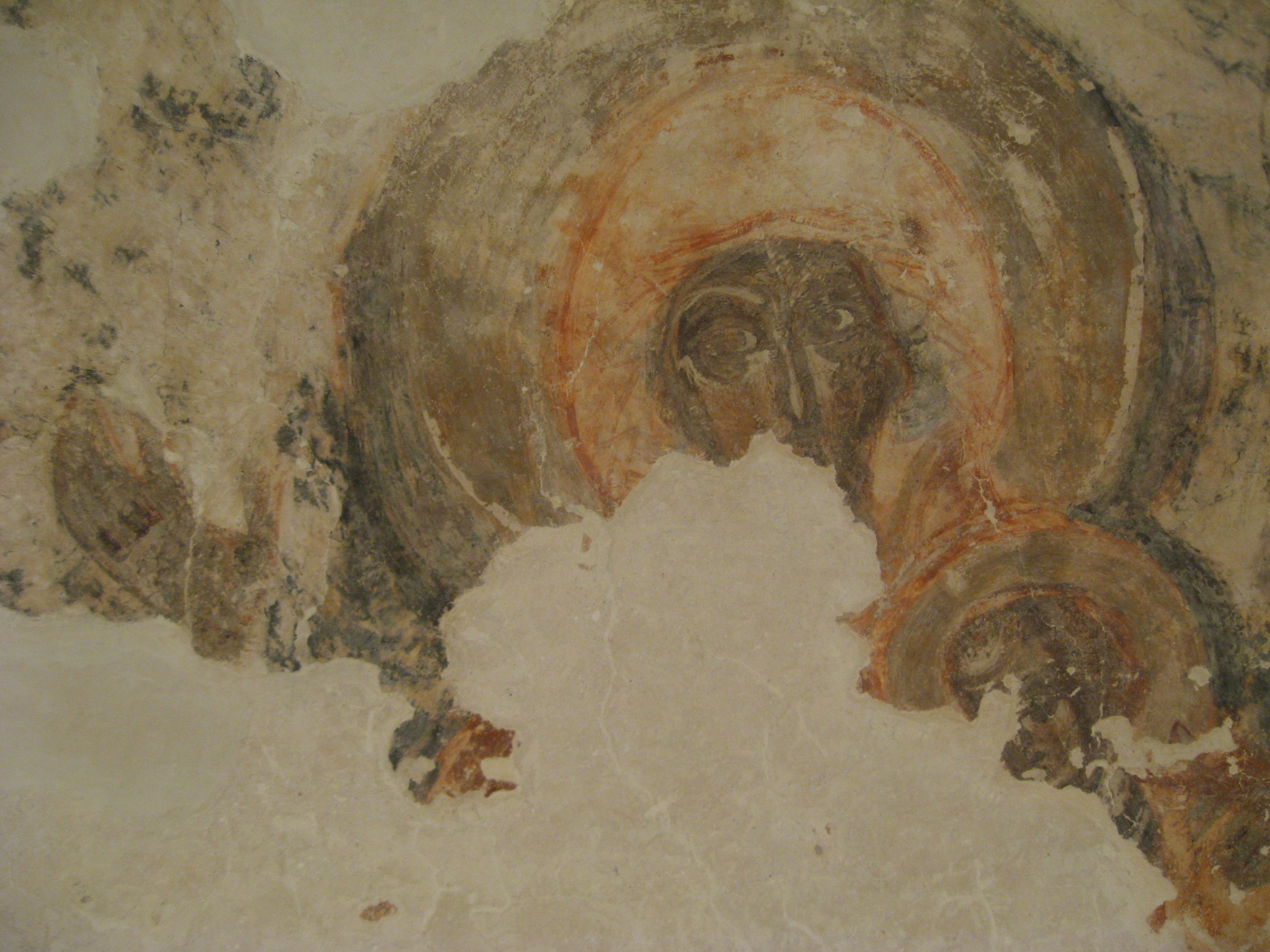
Marie et Jésus. Fresque de l'abside
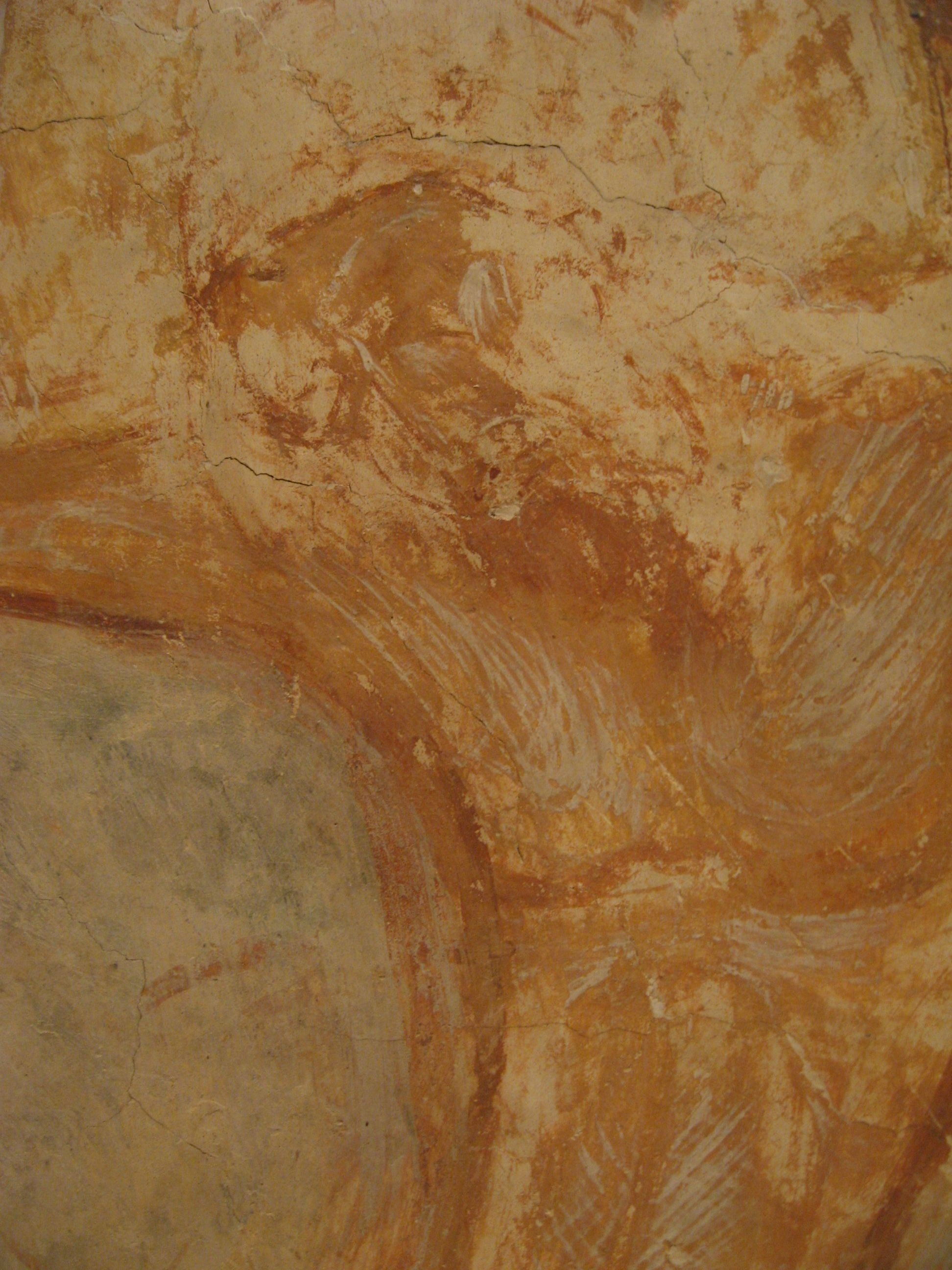
Jésus sur la croix.
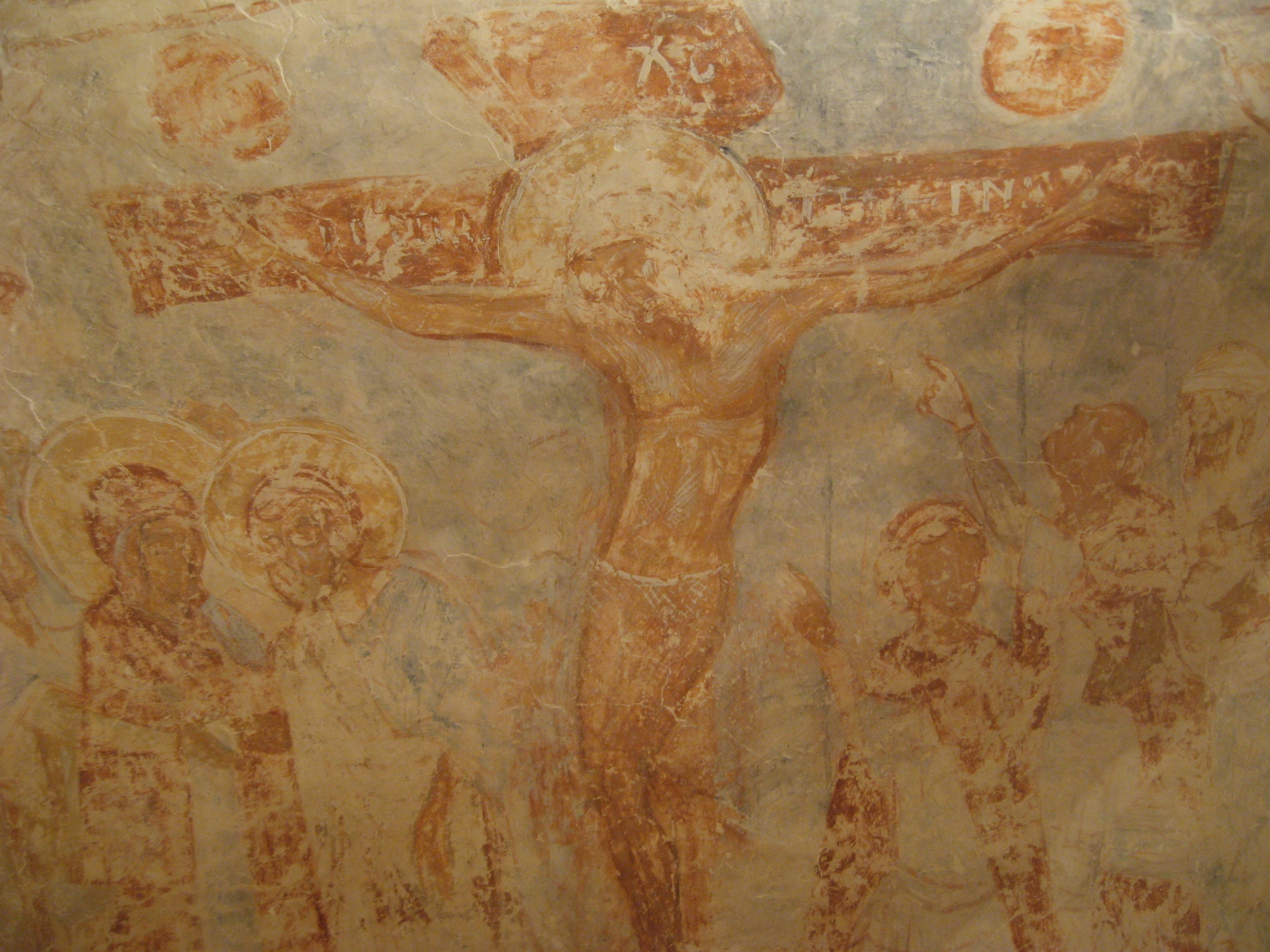
Crucifixion.
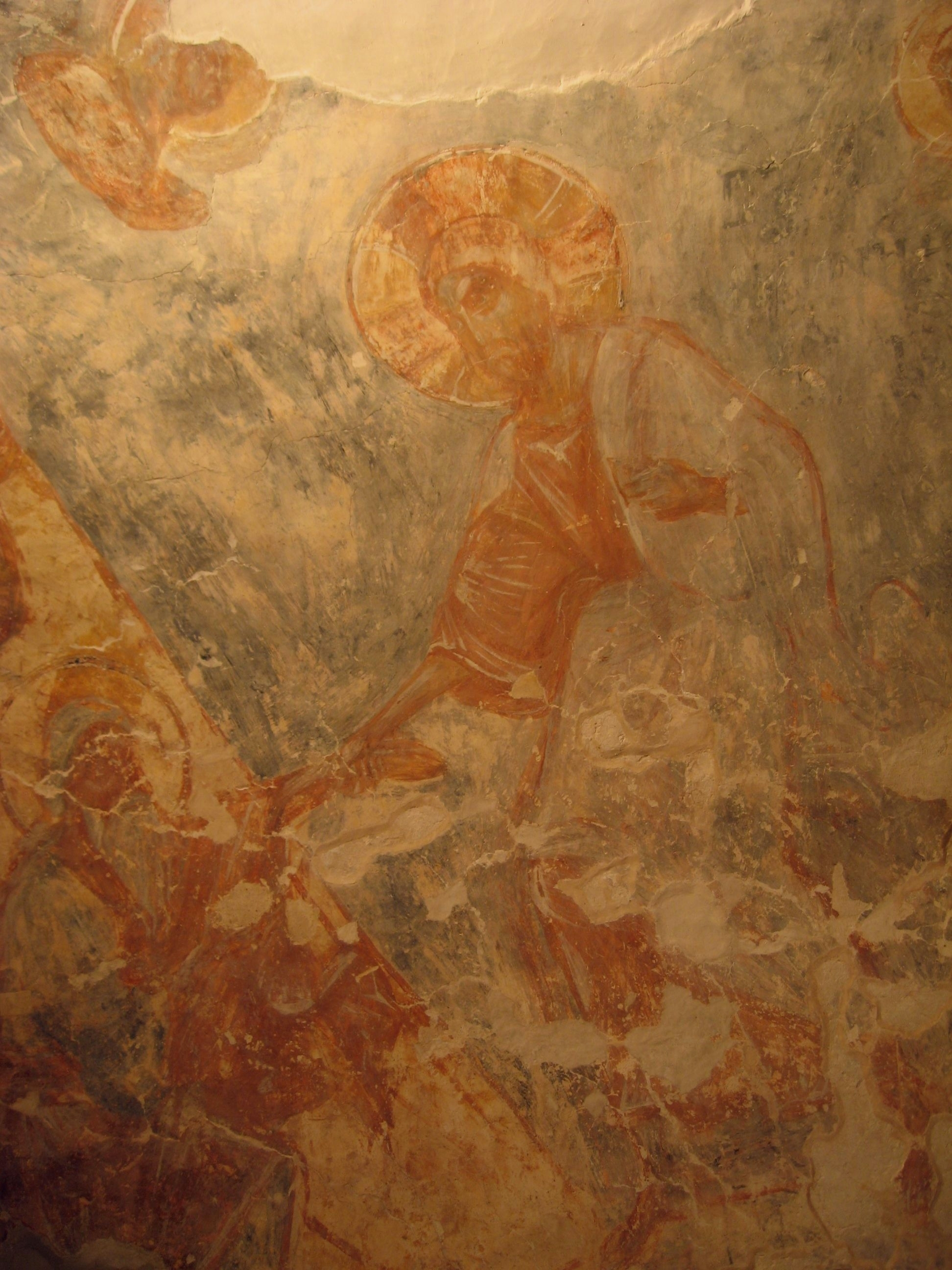
Résurrection

Abside centrale
Dans l'abside centrale, dans les registres inférieurs, sont représentées de manière frontale deux frises d'évêques suivant des modèles pré-mongoles déjà archaïques pour des peintures des XIIIe siècle et XIVe siècle. On y trouve aussi le registre traditionnel consacré à l'Eucharistie.
La zone située au-dessus de l'autel, dans une demi-coupole (en conque) et une voûte du bêma, est intéressante malgré le médiocre état de conservation de la peinture. Dans la demi-coupole est représentée la Vierge avec son fils tenu de la main gauche, siégeant sur un trône.
Sur la partie intérieure des arcades soutenant la voûte, sont représentés les personnages des l'Ancien Testament comme modèles de ceux du Nouveau Testament. Leur suite se termine par l'image de Zacharie et de son fils Jean le Baptiste, faisant le lien entre le Nouveau et l'Ancien Testament.  
La présence d'un vaste cycle proto-évangélique est due au fait que l'église est consacrée à la Nativité et à la Mère de Dieu.
Partie Sud
Dans la partie sud de l'église, sur trois registres sont représentées la Nativité de Marie et la Présentation de Jésus au Temple. Puis, au deuxième niveau (au-dessus), on trouve l'Annonciation et encore l'Archange Gabriel. La Nativité se compose d'une multitude de petites scènes illustrant en détail tous les détails de la fête. 
Le cycle des fêtes se poursuit en un registre sur la voûte avec la Chandeleur, l'Épiphanie et Lazare de Béthanie. Sur le mur oriental, on trouve l'entrée du Christ à Jérusalem et la Transfiguration. Sur le mur sud, le Lavement des pieds et la Dernière Cène.

La Crucifixion et la Résurrection du Christ sont présentes sur un registre de la voûte de la traverse nord de l'église. Plus bas, sur le mur est un deuxième registre qui reprend la Descente de croix, les Myrrhophores, le Tombeau vide, et la scène de la Descente du Saint-Esprit sur les apôtres, et la scène de Jésus qui enseigne au temple . 
Comme pour les fresques de l'église de la Transfiguration-du-Sauveur-sur-Néréditsa les scènes évangéliques sont disposées de manière assez désordonnée et ne suivent pas un programme organisé de manière rigide. Il est inutile de chercher une succession chronologique dans les séquences. La relation aux textes évangéliques est beaucoup plus libre que celle des artistes byzantins qui suivaient rigoureusement l'ordre des fêtes. 

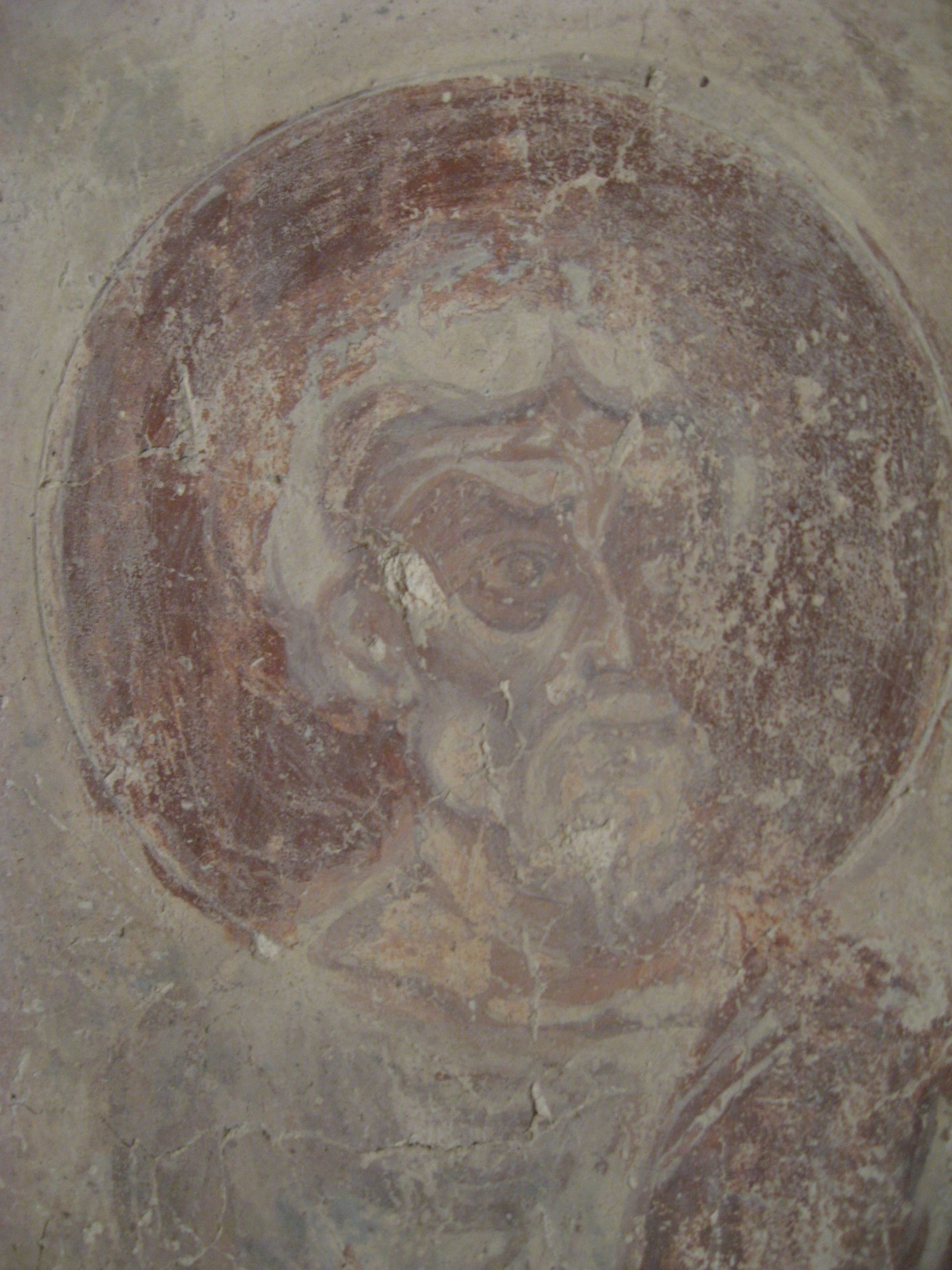
Le paradis; l'apôtre Pierre
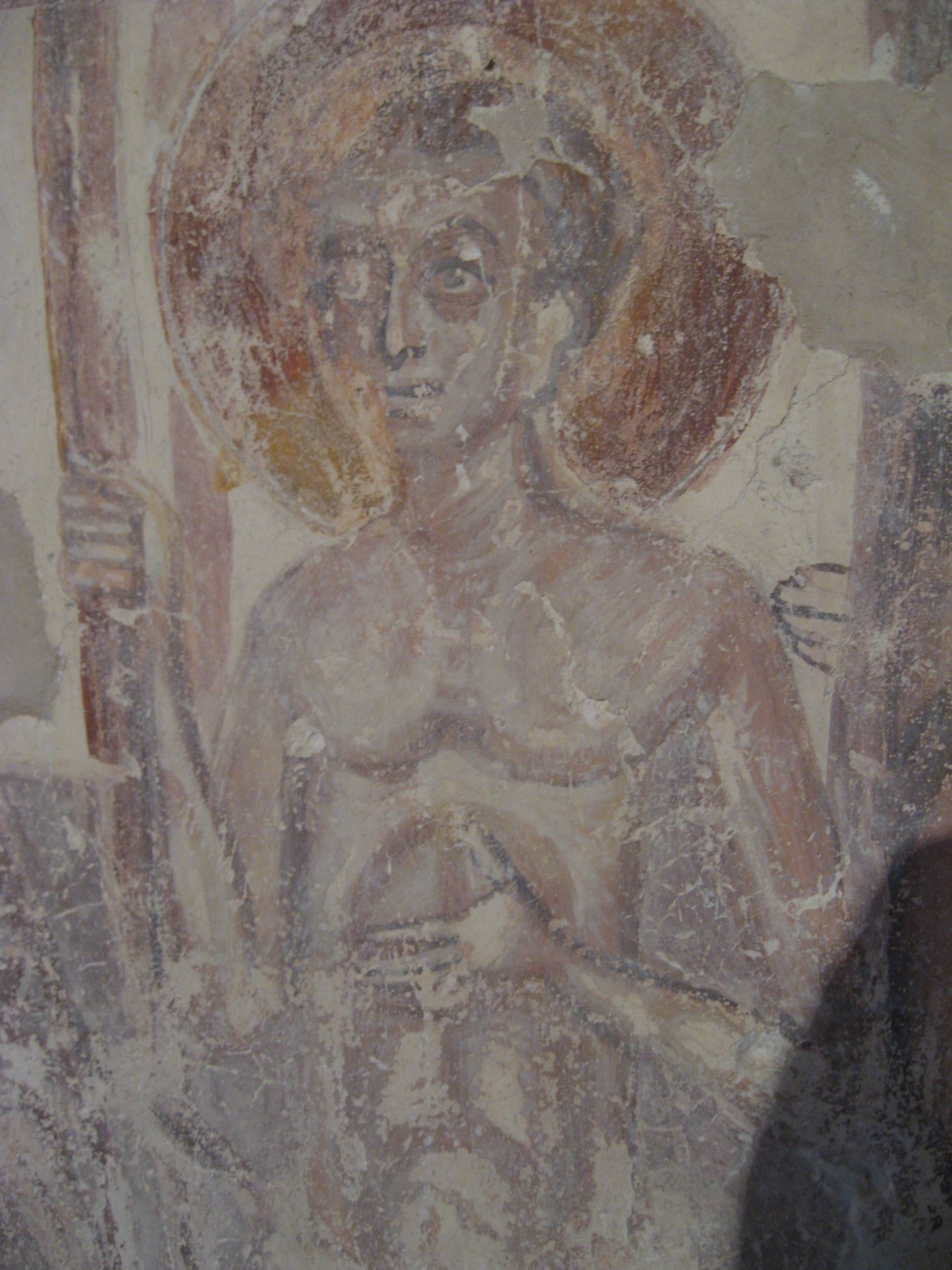
Paradis : le larron repenti
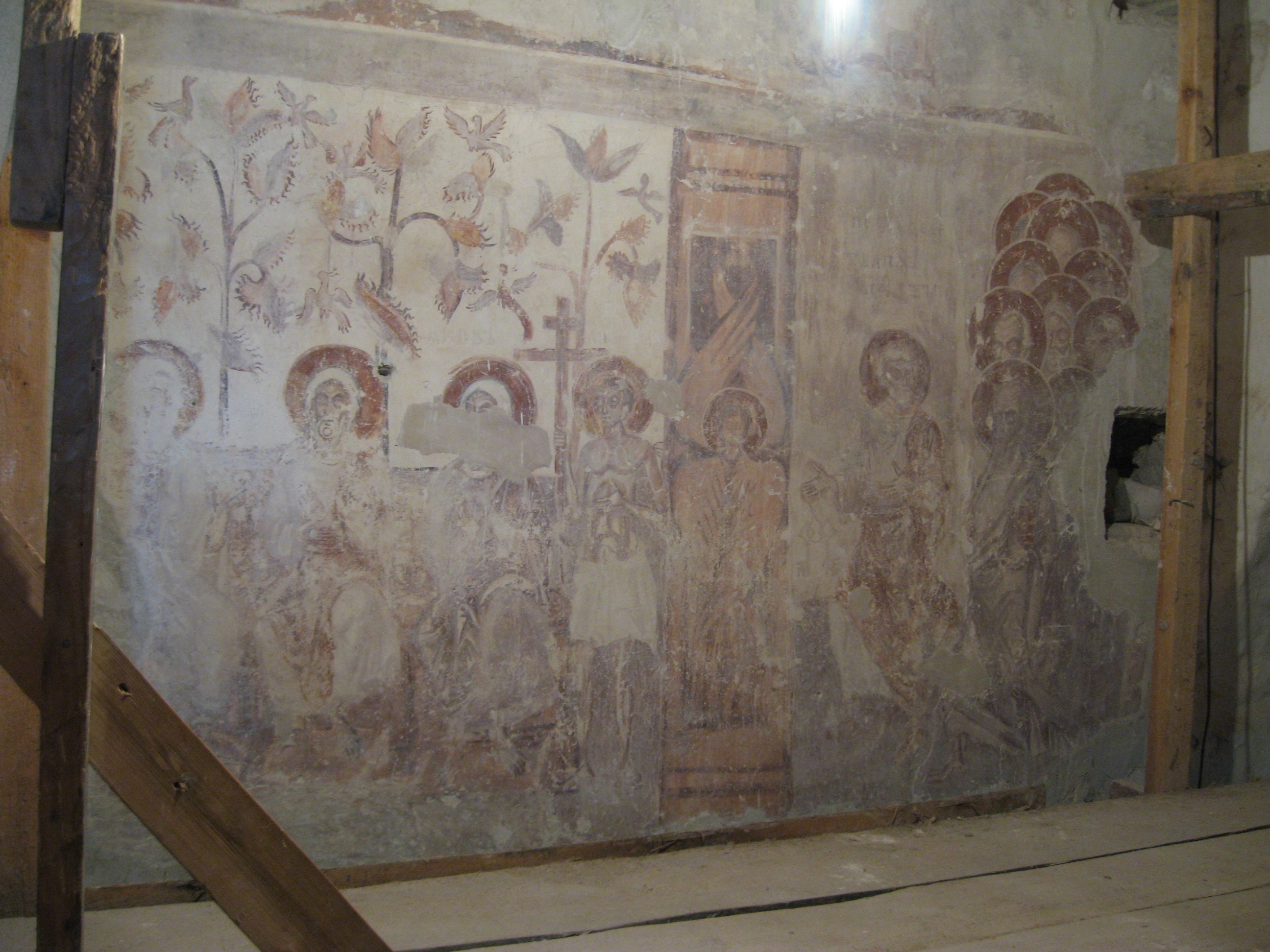
Paradis : le Sein d'Abraham
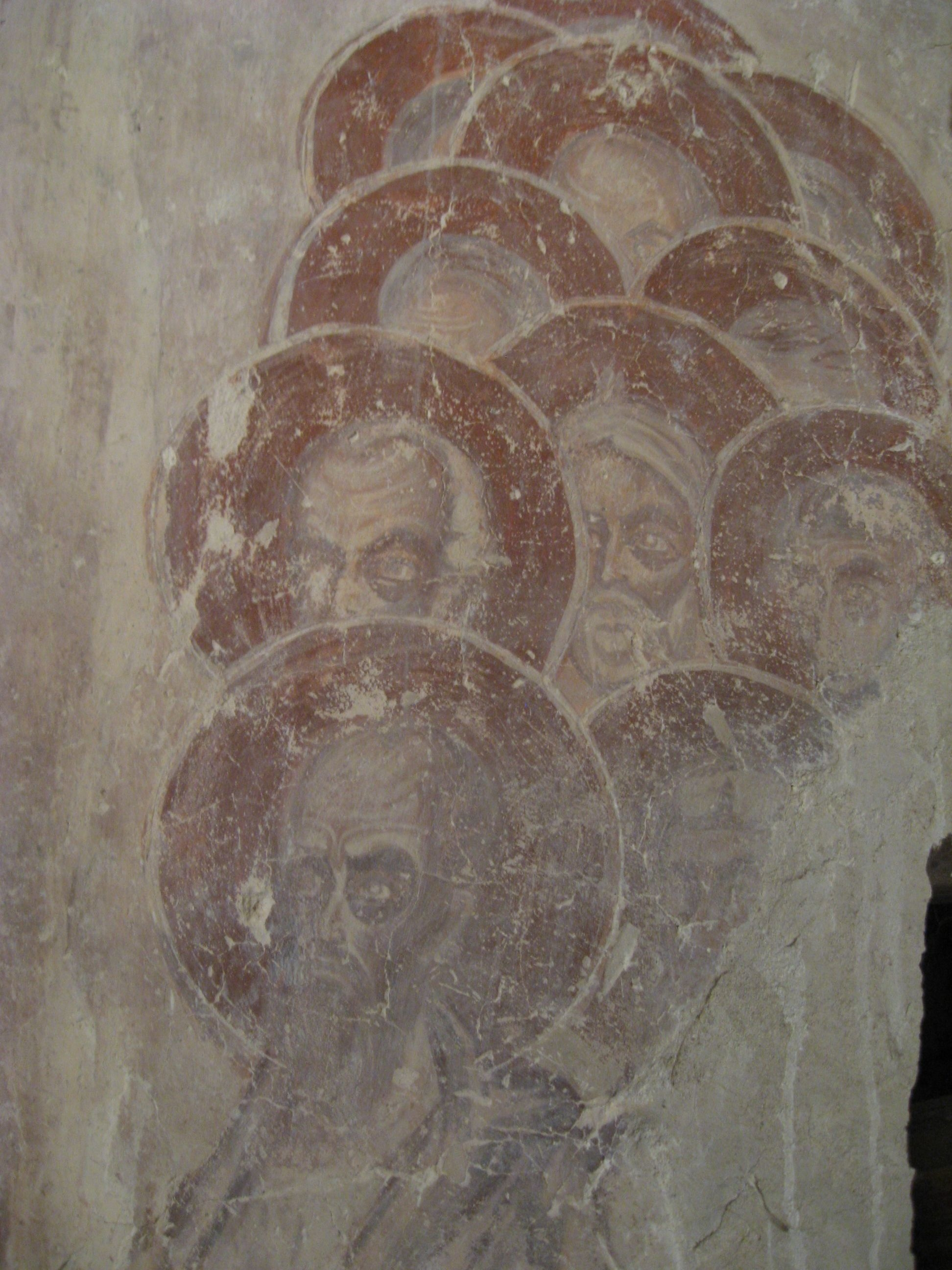
Paradis: les saints
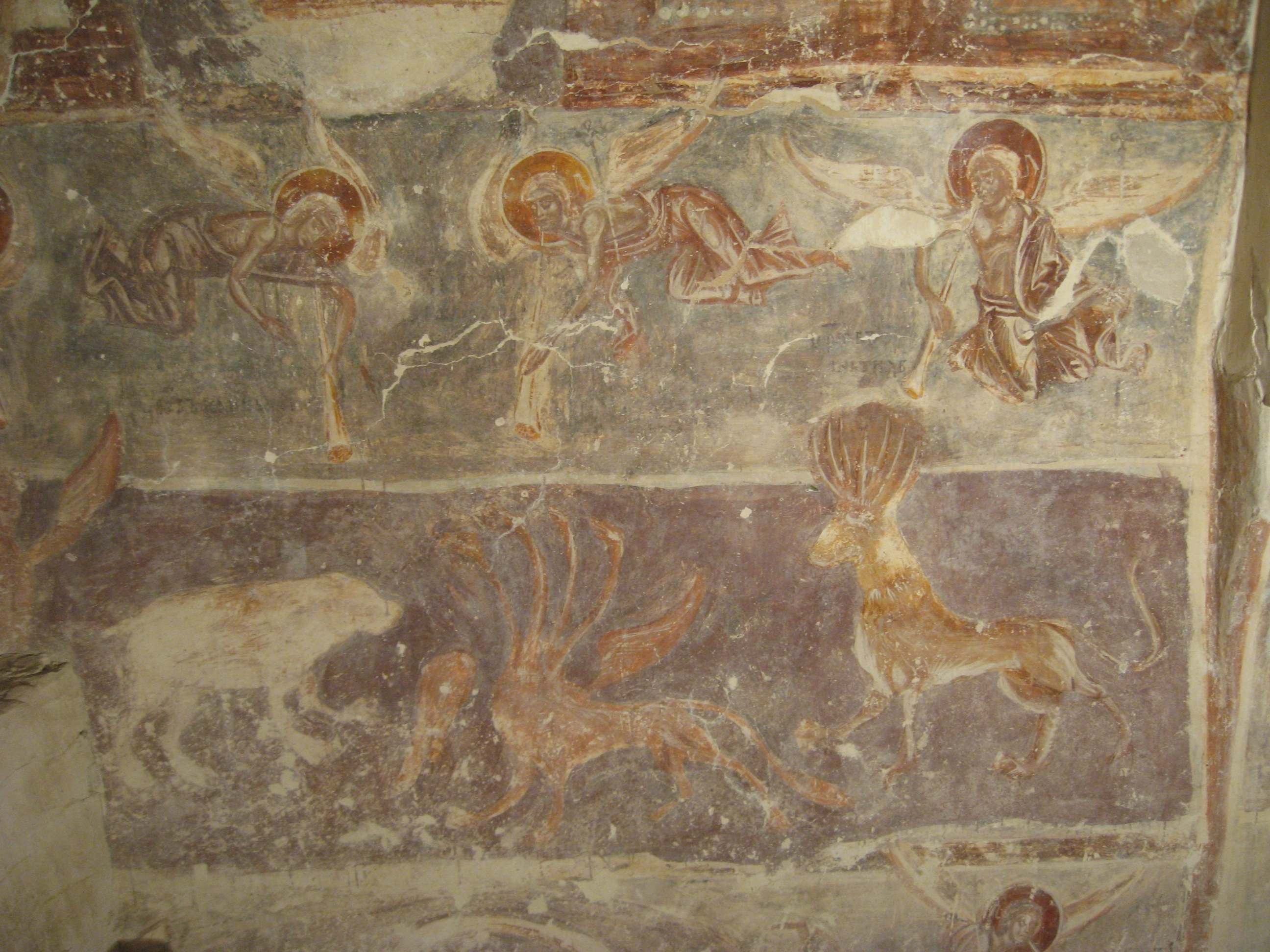
La vision de Daniel des quatre bêtes féroces de l'apocalypse.
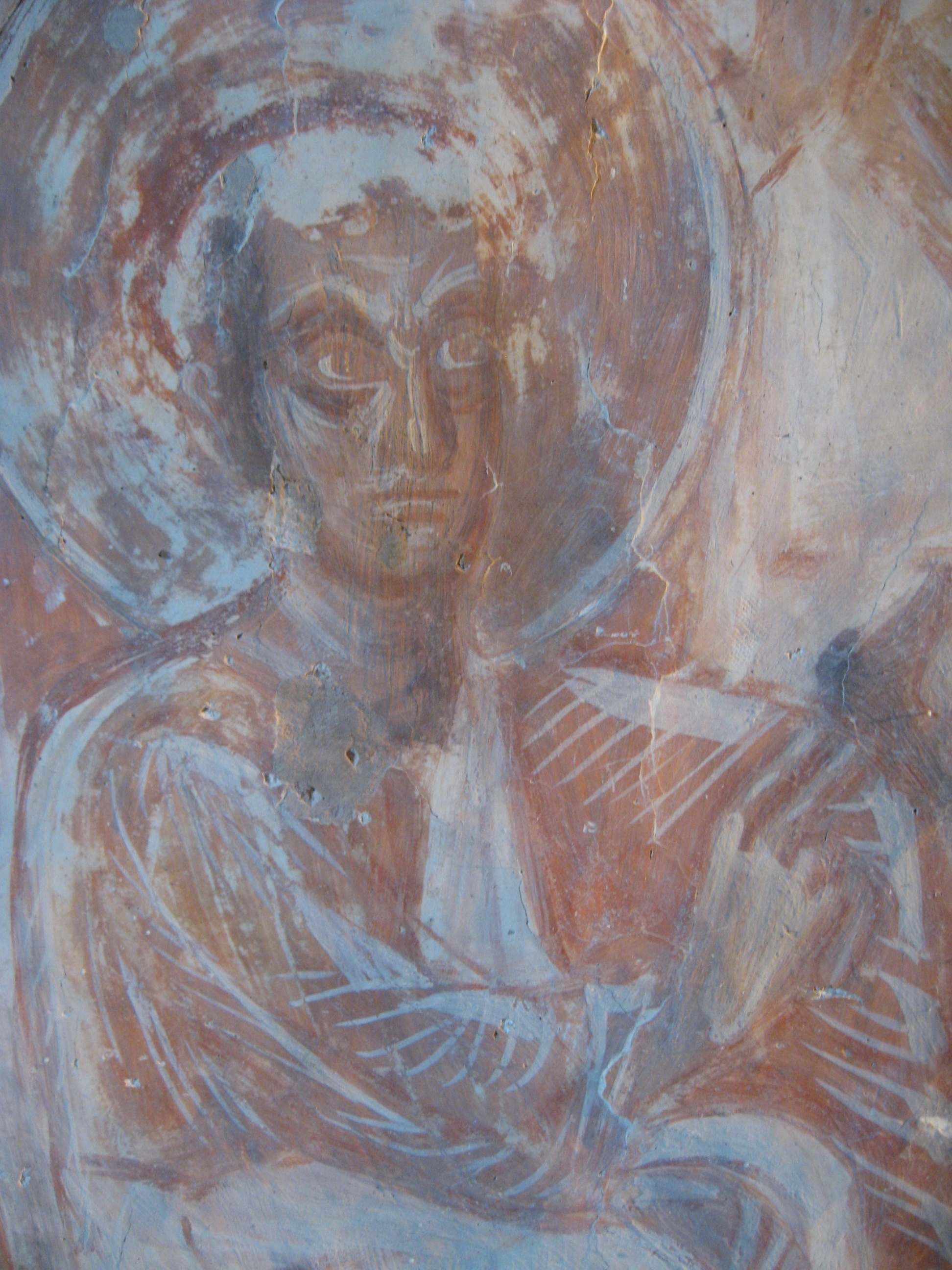
Descente du Saint-Esprit : apôtre de la Pentecôte (transept nord).

Partie Ouest
À l'ouest l'ensemble est occupé par un Jugement dernier complété par la vision apocalyptique du prophète Daniel. Le Christ est assis sur un trône entouré des apôtres et d'anges. L'image d'Adam et Ève et celle de la pesée des âmes humaines a presque complètement disparu. Par contre la partie inférieure représentant le sein d'Abraham, le bon larron, la procession des justes dirigée par Pierre est bien conservée. On trouve encore plus bas Moïse dénonçant les Juifs qui n'ont pas cru en Jésus.  
Partie Nord
Sur le mur nord, est représentée la vision apocalyptique du prophète Daniel, passage appelé Daniel 7, dont beaucoup de détails ont connu par la suite une large diffusion dans l'art russe de la période post-byzantine. Sur la voûte apparaît Jésus-Christ en Ancien des jours, entouré d'anges. Les anges buccinateurs se trouvent au-dessus et les quatre bêtes sauvages plus bas. Elles représentent les royaumes terrestres : perse, hellène, romain ainsi que l'antéchrist. À droite, le prophète Daniel est représenté aussi (la partie supérieure de la fresque a disparu mais il est reconnaissable à ses vêtements). À gauche, sur le mur ouest on aperçoit encore quelques sujets liés à la vision de Daniel : le Christ, la Vierge, Jean le Baptiste avec des anges porteurs des instruments de la passion, les prophètes Zacharie et Isaïe.
Il est fort probable que c'est ici qu'apparaît pour la première fois une iconographie sur les sujets de la vision du prophète Daniel liée à l'apocalypse. Au XVIe siècle, elle est reprise à Moscou par des maîtres pskoviens et de là se répand dans la peinture russe du XVIe siècle et XVIIe siècle.
Plus loin, à côté de la représentation du paradis, se trouve celle de l'enfer. Dans les flammes de l'enfer près de Satan sont représentés de nombreux pécheurs désignés chacun par leur nom. La plupart d'entre eux correspondent à ceux décrits par Basile le neuf dans sa vision du Jugement dernier. On trouve ainsi les fondateurs de l'hérésie du Macédonianisme, de celle de Sévère d'Antioche, de l'Arianisme, du Nestorianisme, d'Origène, certains tsars : Dioclétien et l'empereur Julien. Les Pskoviens ont rajouté : Hérode Antipas avec Hérodiade et Salomé, l'hérétique Bogomil et l'assassin de Boris et Gleb :Sviatopolk Ier.
Enfin, un autre cycle de fresques intéressant et original est celui du jertvennik dans l'abside nord également. Ce sont des sujets de l'Ancien Testament, l'image de l'eucharistie, mais aussi le martyre de Jean le Baptiste. Sur la voûte on trouve la scène de la Trinité et d'Abraham, avec la caractéristique pour Pskov d'une représentation des trois anges de la même taille.
Sur la rangée à la base des murs se trouvent les rangées de saints pères des deux côtés de l'abside.

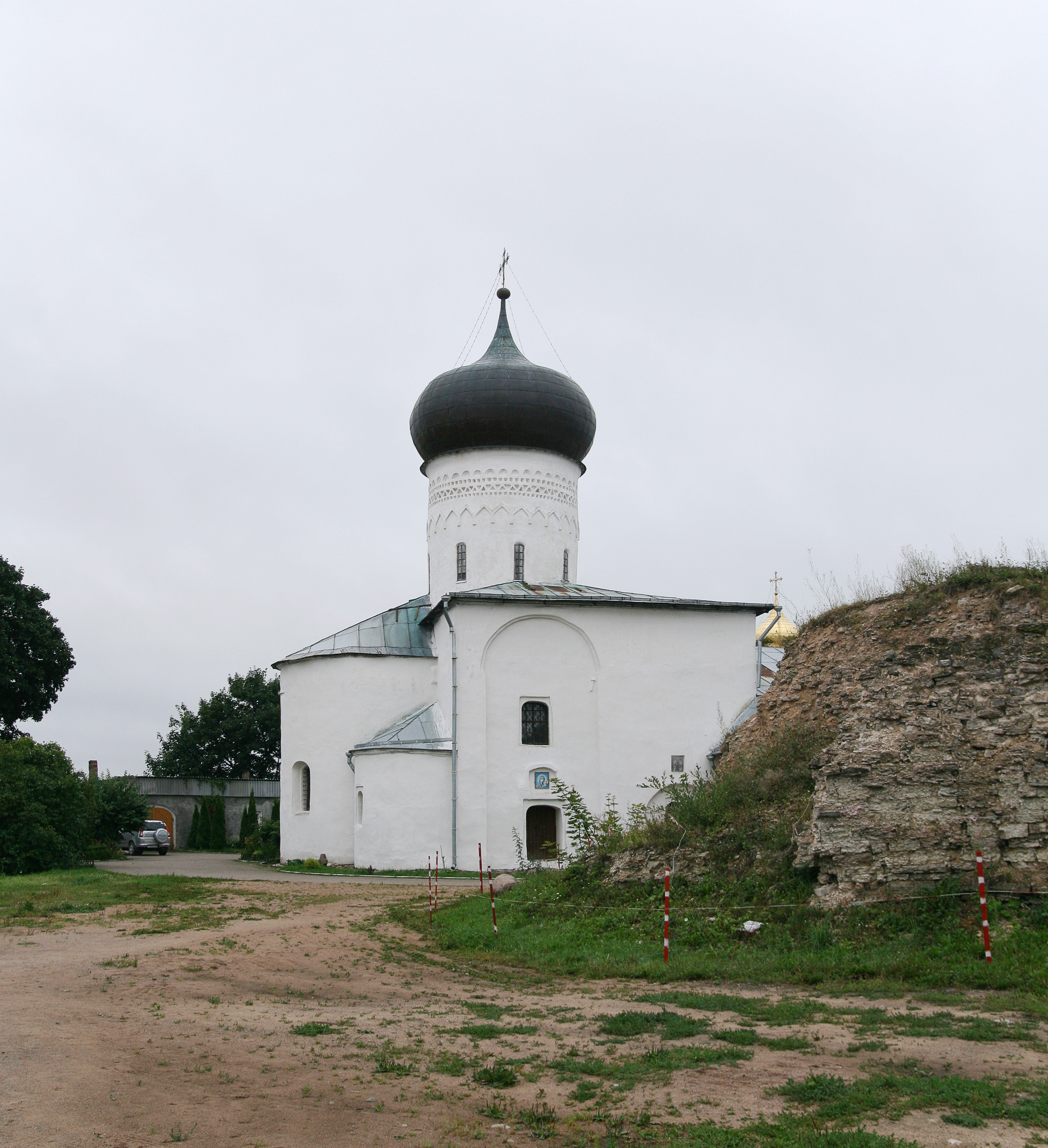
Pskov, cathédrale de Snetogorski

Enfin tout le mur nord est occupé par une composition de la Dormition, qui est de grande dimension pour célébrer la Vierge Marie à qui est dédiée l'église.

## Particularités des fresques
Les fresques de Snetogorski offrent le plus grand nombre de solutions inattendues et de dérogations aux canons iconographiques universellement acceptés entre le XIIe siècle et le XIVe siècle. 
La Dormition
L'espace occupé par la Dormition est peu commune quant à ses dimensions. Plusieurs innovations sont puisées par les artistes dans les sources apocryphes. Dans la scène de la Dormition, Marie, en montant au ciel, jette sa ceinture à l'apôtre Thomas, tandis que les autres apôtres sont transportés sur les nuages par des anges. Le texte apocryphe qui raconte cet épisode est très ancien. Il raconte que l'apôtre Thomas était arrivé en retard au chevet de la Mère de Dieu. Quand il arrive, Marie est déjà élevée dans le ciel. Il lui demande sa bénédiction et elle lui jette sa ceinture. Cet épisode appelé Vierge à la ceinture par les Italiens est assez populaire au XIIe siècle en occident. Mais c'est une des premières fois qu'il est raconté en Russie sur des fresques. La première fois c'était sur des panneaux des portes occidentales de la cathédrale de la Nativité (Souzdal)
Jésus qui enseigne au Temple
Le Christ n'est pas représenté comme un enfant mais sous les traits d'un adulte portant la barbe. D'après l'Évangile de Jean (Jean 7,14), c'était le deuxième sermon du Christ au temple prononcé pendant la troisième année de sa vie publique. L'artiste se détache de la représentation traditionnelle qui le représente comme un jeune enfant
Malgré la richesse de la nouveauté du contenu des fresques, elles conservent des traits archaïsants. La plupart des figures sont caractérisées par des proportions relativement lourdes et des mouvements un peu maladroits. Les vêtements tombent en plis rigides, très peu rythmiques mais soulignés par de l'assist. Les visages aux traits charnus, aux regards pénétrants sont sévères. Les bâtiments sont massifs, peu articulés.
Tout cela n'empêche pas ces artistes de faire preuve d'innovations. On pouvait observer une utilisation des rehauts à Novgorod à la fin du XIIe siècle. Mais ils avaient un caractère plus statique. Les rehauts étaient souvent un dessin ornemental. Ici ils sont appliqués de manière plus libre et plus aisée. Si bien que les visages des personnages frappent par leur réalisme et leur expression énergique. Lazarev pense que « Théophane le Grec aurait aimé cet art passionnel, fort et courageux ». 

Les fresques de Snetogorski demeurent dans la continuité des fresques de Novgorod de la fin du XIIe siècle et du XIIIe siècle, telles celles de l'église de l'Annonciation-à-Arkaji et de l'église de la Transfiguration-du-Sauveur-sur-Néréditsa.
Sur ce plan, Victor Lazarev ne peut se ranger à l'avis de Mikhaïl Alpatov qui relève des traces d'influence de l'art byzantin d'époque paléologue. Selon Lazarev, la maîtrise picturale des artistes pskoviens est si grande qu'elle donne à l'observateur l'impression de se trouver devant un monument néo-grec. Novgorod et Pskov se préparent à l'art de la Renaissance paléologue . Mais, selon Lazarev, il s'agit d'une étape ultérieure, qui coïncide avec la troisième décennie du XIVe siècle.

## Les auteurs

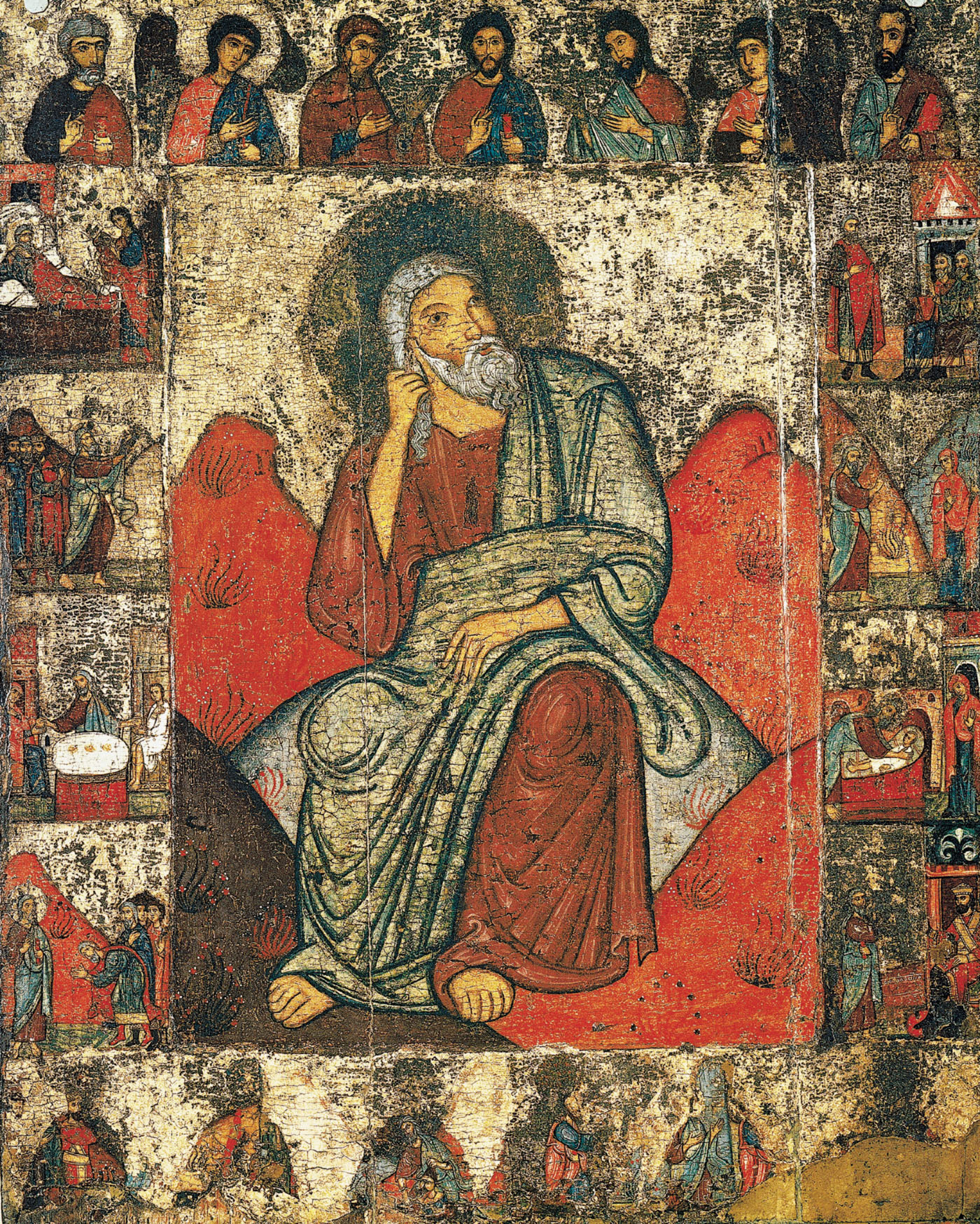
Le Prophète Élie au désert

Selon Victor Lazarev on retrouve la main de trois maîtres différents pour l'ensemble des fresques. Le plus doué a réalisé la Descente du Saint-Esprit , Jésus qui enseigne au Temple la Déposition de la Croix et l'Archange Gabriel de l'Annonciation. Il est le plus proche des maîtres du XIVe siècle. Ses visages sont très expressifs grâce notamment à l'utilisation des rehauts de blanc. Un deuxième maître devait être celui de la Dormition qui est encore lié aux traditions du XIIe siècle. Ses personnages sont plus lourds plus statiques. Le troisième auteur, celui du Jugement Dernier propose des images d'une naïveté et d'une spontanéité fort archaïques. Ces artistes étaient originaires de Pskov, selon Lazarev. Les analogies entre leur style et les icônes de Pskov le confirment (Le Prophète Élie au désert par exemple).